# Wedge Tomb von Paddock

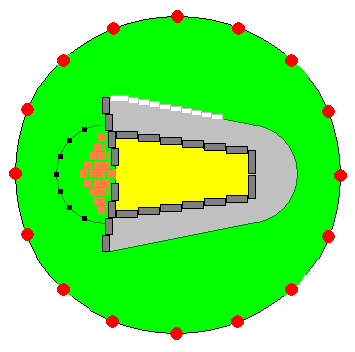
Prinzipskizze Wedge Tomb am Beispiel von Island

Das Wedge Tomb von Paddock (auch Calliagh Birra’s House genannt) liegt in einer Feldmauer im gleichnamigen Townland (irisch An Peadac) östlich von Monasterboice und südlich von Dunleer im County Louth in Irland. 
Wedge Tombs (deutsch „Keilgräber“, früher auch wedge-shaped gallery graves genannt) sind doppelwandige, ganglose, mehrheitlich ungegliederte Megalithanlagen der späten Jungsteinzeit und der frühen Bronzezeit, die typisch für die Westhälfte Irlands sind. 
Das Wedge Tomb von Paddock besteht aus einer etwa 3,9 m langen, durchschnittlich etwa 1,2 m breiten und 1,25 m hohen West-Ost orientierten Galerie, deren Vorderseite nach Westen ausgerichtet ist. Vier Decksteine, die von Westen nach Osten abgestuft sind und eine markante Keilform ergeben, bedecken sie. Die Nordseite der Galerie besteht aus fünf und die Südseite aus sechs Steinen. Es gibt im Norden einen Stein und im Süden vier Steine, die Reste der Außenwände sind. 1866, als eine Zeichnung gemacht wurde, wurde die Megalithanlage als „in einem sehr guten Erhaltungszustand“ beschrieben.